# حادثه ۱۳۹۹ نطنز
حادثهٔ ۱۳۹۹ نطنز به حادثه خرابکارانه‌ای اشاره دارد که ساعت ۱ بامداد (به وقت محلی ایران) پنج‌شنبه، ۱۲ تیر ۱۳۹۹ در تأسیسات هسته‌ای نطنز رخ داد و منجر به انفجار و آتش‌سوزی در یکی از ساختمان‌های این تأسیسات شد. تأسیسات هسته‌ای نطنز در شمال استان اصفهان، یکی از مهم‌ترین مراکز غنی‌سازی اورانیوم در ایران به‌شمار می‌آید. بر اساس ارزیابی اولیه کارشناسان که با تطبیق عکس‌های منتشرشده توسط سازمان انرژی اتمی ایران و تصاویر ماهواره‌ای گوگل انجام شده، محل انفجار، مرکز مونتاژ سانتریفوژ بوده است.

## شرح حادثه و ابعاد آن
صبح روز پنجشنبه ۱۲ تیرماه ۱۳۹۹ یکی از ساختمان‌های تأسیسات هسته‌ای نطنز دچار انفجار و آتش‌سوزی شد.
تصویرهای ماهواره‌ای از تأسیسات هسته‌ای نطنز آسیب‌دیدگی یکی از ساختمان‌ها در شمال غربی این تأسیسات را نشان می‌دهد که چند مؤسسهٔ مطالعاتی برآورد کرده‌اند که ساختمان آسیب دیده، کارگاه نصب و تنظیم سانتریفیوژها باشد.
تصاویر ماهواره‌ای منتشر شده، نشان می‌دهد که آسیب‌های تأسیسات هسته‌ای نطنز بسیار گسترده‌تر از آن چیزی است که قبلاً اعلام شده بود. بهروز کمالوندی سخنگوی سازمان انرژی اتمی ایران روز یکشنبه ۱۶ تیر ۹۹ تأیید کرد که آتش‌سوزی‌ها می‌تواند توسعه و تولید سانتریفیوژهای پیشرفته را برای یک زمان متوسط کند گرداند.

## خسارت
خسارت وارد شده به‌طور دقیق اعلام نشد اما سازمان انرژی اتمی ایران یکشنبه ۱۵ تیر ۱۳۹۹، تأیید کرد که حادثه نطنز «خسارات قابل توجهی» به بار آورده که روند نصب دستگاه‌های سانتریفوژ در این سایت را در «میان مدت» با تأخیر روبرو می‌کند.

### ارزیابی روزنامه نیویورک تایمز
جمعه ۲۰ تیر ۱۳۹۹ روزنامه آمریکایی نیویورک تایمز، در گزارش اختصاصی از حادثه انفجار در تاسیسات هسته‌ای نطنز، نوشت که این حادثه برنامه هسته‌ای ایران را تا دو سال با تأخیر مواجه می‌کند. این روزنامه می‌گوید تصاویر جدید ماهواره‌ای از محل انفجار نشان می‌دهد که حجم تخریب به مراتب بیشتر از آنچه بوده است که هفته گذشته به نظر می‌رسید.
نیویورک تایمز اظهارات دو مقام امنیتی را بازتاب داد که به ارزیابی‌های جدید دولت‌های ایالات متحده و اسرائیل از این رخداد اشاره و ادعا می‌کند که چیزی تا مدت دو سال طول می‌کشد تا ایران برنامه هسته‌ای خود را به نقطه‌ای برساند که پیش از این انفجار بود. نتیجه یک تحقیق تأیید شده نیز نشان می‌دهد که بیش از یک سال زمان لازم است تا ایران ظرفیت پیشین خود برای تولید سانتریفیوژ را بازیابد.
در ادامه، نیویورک تایمز نیز می‌نویسد که ظاهراً اسرائیل این حمله را مهندسی کرده است. این رسانه اما هشدار می‌دهد که چنین اقدامی می‌تواند تنش‌ها میان ایران و ایالات متحده را وارد مرحله خطرناکی کند. نیویورک تایمز می‌نویسد که برخی مقامات مطلع از ماجرا، پیچیدگی انفجار در تاسیسات نطنز را با حمله سایبری استاکس‌نت به تأسیسات هسته‌ای ایران در یک دهه قبل مقایسه می‌کنند که طراحی آن برای بیش از یک سال طول کشید.
فرضیه ابتدایی دربارهٔ انفجار در تاسیسات نطنز بر این بود که مواد منفجره در نزدیکی خط لوله گاز کار گذاشته بود، اما برخی کارشناسان نیز احتمال داده‌اند که انفجار در نتیجه یک حمله سایبری رخ داده است. نیویورک تایمز می‌نویسد اگر چه ایران توضیح اندکی دربارهٔ علت این انفجارها داده اما با توجه به این شرایط مقامات غربی انتظار دارند دست به برخی اقدامات تلافی‌جویانه بزند که این اقدامات شاید حملاتی به نیروهای آمریکایی و متحدان آن در عراق باشد یا شاید حملات سایبری چنان‌که قبلاً نیز چنین حملاتی را علیه موسسات اقتصادی آمریکا ترتیب داده بود یا حمله‌ای که اسرائیل می‌گوید متوجه سیستم ذخیره آب این کشور بوده است.

## علت

#### اظهار نظرات رسمی
- بهروز کمالوندی، سخنگوی سازمان انرژی اتمی ایران ضمن تأیید خبر آتش‌سوزی گفت: «این حادثه در یکی از سوله‌های محوطهٔ باز تأسیسات نطنز رخ داده است. به گفتهٔ او، این رخداد هیچ‌گونه تلفات جانی نداشته و لطمه‌ای به فعالیت‌های جاری این مجموعه نیز وارد نکرده است».[۱۵]
- یک سخنگوی شورای عالی امنیت ملی جمهوری اسلامی گفت به دلایل امنیتی، علت حادثه در سایت اتمی نطنز، بلافاصله اعلام نخواهد شد.[۱۶]
- علی اکبر صالحی رئیس سازمان انرژی اتمی ایران یکشنبه ۱۵ تیر ۹۹ گفت بر اساس اعلام شورای عالی امنیت ملی، نتیجه بررسی‌ها به «دلایل امنیتی» اعلام نشده است. این درحالی است که براساس ارزیابی تصاویر ماهواره‌ای محل حادثه مرکز سانتریفوژ است.[۱۷]
- چهارشنبه ۱ مرداد ۱۳۹۹، جواد کریمی قدوسی، اظهار داشت که «گزینه رخنه در مسائل حراستی و حفاظتی جمع‌بندی قطعی ما است». او «برخورد یک شی از خارج به این مجموعه» را رد کرد و گفت: «اگر از بیرون شی با این نقطه برخورد می‌کرد، می‌بایست قطعاتی از آن مشاهده شود که طبق بررسی‌ها مطلقاً چیزی یافت نشده است». کریمی قدوسی همراه با گروهی از نمایندگان از تاسیسات نطنز و محل حادثه بازدید کرد و در بخش دیگری از اظهاراتش گفت که «بررسی محل حادثه جز اهداف سفر ما بود. در نقطه‌ای که خرابکاری انجام شده است، تیم‌های ویژه در حال بررسی بودند، متأسفانه بیشتر آسیب‌پذیری داخلی را تشخیص دادیم». او افزود: «احتمال پرواز و برخورد شی مشکوک و خارج از حصار تقریباً به دست نیامده است و آنچه دربارهٔ احتمال جاسازی شی در دستگاه‌ها از غرب گفته شده، با آنچه که ما دیدیم و شدت حادثه تطبیق نداشت».[۱۸][۱۹][۲۰]

#### گمانه‌زنی‌ها
- فابین هینتس، کارشناس برنامهٔ موشکی ایران در مؤسسهٔ میدلبری کالیفرنیا در توییتی بیان کرده است که: «تصویر اولیه‌ای که سازمان انرژی اتمی ایران منتشر کرده است، نشان می‌دهد که محل حادثه، مرکز مونتاژ سانتریفوژ ایران بوده است و این ارزیابی را با تطبیق موقعیت جغرافیایی عکس منتشر شده و تصاویر ماهواره‌ای گوگل انجام داده است.»[۲۱][۲۲]
- دیوید آلبرایت بازرس پیشین تسلیحاتی گفته است، این ساختمان را شناسایی کرده که مرتبط با مجتمع سانتریفیوژهای پیشرفته بوده است وی گفت با توجه به اهمیت این سایت، خرابکاری یک احتمال است.[۱۶]
- به گزارش نیویورک تایمز، با توجه به عکس‌های ماهواره‌ای منتشر شده، محققان مربوط این احتمال را می‌دهند که ساختمان مورد نظر توسط یک موشک کروز یا هواپیمای بدون سرنشین مورد اصابت قرار گرفته است.[۲۳]
- روزنامه نیویورک تایمز نیز در گزارشی که روز ۱۵ تیر منتشر کرد، نیز به نقل از یک فرمانده سپاه پاسداران، بدون ذکر نام او، نوشت که انفجار یک بمب قوی در داخل ساختمان موجب وارد شدن خسارات سنگین به تأسیسات نطنز شده است.[۲۴][۲۵] به نوشته این روزنامه بمب پرقدرت در مرکز تولید سانتریفیوژهای نسل جدید در سایت اتمی نطنز و با هدف ایجاد تأخیر در روند سرعت برنامه غنی سازی اورانیوم ایران منفجر شد.[۲۶]

### حمله اسرائیل
ادی کوهن، مشاور پیشین دفتر نخست‌وزیر اسرائیل در نخستین ساعات بامداد و ۱۰ ساعت پیش از آنکه مقام‌های سازمان انرژی اتمی ایران وقوع آتش‌سوزی در تأسیسات نطنز را به رسانه‌ها اعلام کنند، ادعا کرد که اسرائیل بزرگ‌ترین کارخانه غنی‌سازی اورانیوم در ایران را بمباران و تخریب کرده است. بر اساس ادعای او انفجار و آتش‌سوزی در تأسیسات هسته‌ای ایران در نتیجهٔ حملهٔ جنگنده‌های اف ۱۶ اسرائیلی انجام شده است. او همچنین از موارد مسمومیت‌های رادیواکتیو خبر داد و گفت که ایران از کارشناسان روس برای مقابله با آلودگی رادیواکتیو درخواست کمک کرده است. پیش از این حضور پهپادهای اسرائیلی در سایت نطنز گزارش شده است، به طوری که در تاریخ دوم شهریور ۱۳۹۳ روابط عمومی سپاه پاسداران از سرنگونی یک فروند پهپاد جاسوسی اسرائیلی توسط پدافند نیروی هوافضای سپاه در نزدیکی تأسیسات هسته‌ای نطنز خبر داده بود.
خبرگزاری رویترز گفته است: سه مقام ایرانی گفته‌اند انفجار نطنز در اثر حملهٔ سایبری بوده است.
بنی گانتس وزیر امنیت اسرائیل و رئیس پیشین ستاد ارتش، در شانزدهٔ تیرماه گفت: «آنگونه نیست که تمام اتفاقات رخ داده در ایران به اسرائیل مربوط باشد. شاید در طول این مدت همه به ما مشکوک بودند اما آنگونه نیست که هر آنچه در ایران رخ دهد به اسرائیل مربوط شود».در همین روز وزیر خارجهٔ اسرائیل (گبی اشکنازی) در واکنش به حادثهٔ نطنز گفت: «سیاست تل‌آویو عدم برخورداری ایران از توانمندی هسته‌ای است اما بهتر است اقداماتی که در این راستا انجام می‌گیرد، ناگفته بماند.»

#### ارزیابی روزنامه جروزالم‌پست
روز چهارشنبه ۲۶ شهریور ۱۳۹۹، روزنامه اسرائیلی جروزالم‌پست نوشت که بر اساس اطلاعات دریافتی انفجار نطنز «خرابکاری فیزیکی» و با هدف هشدار به ایران برای رد نشدن از خط قرمز در برنامه اتمی بود. این روزنامه اسرائیلی همچنین گفت، مطلع شده که این انفجار با هدف ارسال پیامی که نشان دهنده عزم راسخ برای متوقف کردن برنامه هسته‌ای جمهوری اسلامی بود، انجام شد. جروزالم‌پست اضافه کرد: هدف این انفجار ارسال یک پیام بازدارنده بدون ابهام بود که پیشرفت به سمت دستیابی تسلیحات هسته‌ای عبور از خط قرمزهای خاص است و تحمل نخواهد شد. این روزنامه در ادامه گفت، مطلع شده که برخلاف برخی گزارش‌ها این انفجار نه به دلیل حمله سایبری بلکه خرابکاری فیزیکی بوده است.

### حمله گروه «یوزپلنگان وطن»
ساعاتی پیش از انتشار خبر وقوع حادثهٔ نطنز در بامداد پنجشنبه، گروهی به نام «یوزپلنگان وطن» در ایمیلی به خبرنگاران بی‌بی‌سی فارسی مسئولیت حادثهٔ یاد شده را به عهده گرفت. در این ایمیل ادعا شده است که اعضای این گروه در دستگاه‌های امنیتی ایران حضور و فعالیت دارند. بی‌بی‌سی نوشته که نمی‌تواند صحت این ادعا را تأیید کند. این گروه طی ویدئو و بیانیهٔ مکتوب، رهبر عالی ایران علی خامنه‌ای را «ضحاک» (نام شخصیت افسانه‌ای در کتاب شاهنامه) توصیف کرده است و می‌خواهند دستیابی جمهوری اسلامی ایران به سلاح هسته‌ای را متوقف کنند.

#### تردید در وجود داشتن گروه
دربارهٔ اینکه چنین گروهی واقعاً وجود خارجی داشته باشد تردید جدی میان تحلیل گران هست. مئیر جاودانفر مدرس سیاست معاصر ایران در مرکز بین‌رشته‌ای-هرتزلیا و روزنامه‌نگار ایرانی - اسراییلی می‌گوید که بعید است گروهی ایرانی که توانسته باشد از سد قوی امنیتی نطنز عبور کرده و در آنجا خرابکاری کند؛ با انتشار این ویدئو خود را در معرض خطر دستگیری قرار دهد. به سختی می‌توان قضاوت کرد که این ویدئو توسط موساد یا یک سازمان امنیتی دیگر ساخته شده است.لحن بیانیه ای که در ویدئو خوانده می‌شود و محتوای آن از جمله استفاده از عنوان ضحاک برای سید علی خامنه ای مشابه ادبیات سازمان مجاهدین خلق است. رونن برگمن روزنامه‌نگار و تحلیل گر برجسته امنیتی اسراییلی نیز می‌گوید که یوزپلنگ نماد تیم ملی فوتبال جمهوری اسلامی ایران است و بعید است که یک گروه جدی مخالف جمهوری اسلامی چنین نامی را برای خود انتخاب کند. مقارن تحلیل این رویداد، نشریه آمریکایی دیلی بیست افشا کرد که ده‌ها اکانت با هویت جعلی در رسانه جمعی فعالیت می‌کنند و علیه ایران مطلب می‌نویسند؛ نامهایی که وجود خارجی ندارند. «رافائل بدانی» یکی از این اکانت‌ها است که در نشریات متعدد همچون واشینگتن اگزمینر(Washington Examiner) ریل کلیر مارکت(RealClear Markets) امریکن تینکر(American Thinker) و نشنال اینترست (The National Interest) مقالات ضد ایرانی منتشر کرده است. این شبکه توسط امارات متحده عربی سازماندهی و هدایت می‌گردد.

## در رسانه‌های ایران
سه‌شنبه ۱۷ تیر ۱۳۹۹، برخی از رسانه‌های نزدیک به شورای عالی امنیت ملی ایران، از حادثه نطنز به عنوان «حمله» نام برده و نوشته‌اند: شواهدی دربارهٔ «عمدی بودن» آن وجود دارد ولی «حمله هوایی به این مرکز تقریباً غیرممکن است». در این گزارش آمده است: سایت نطنز به وسیله تیربارهای پدافندی «تحت مراقبت دائمی» است و «سامانه‌های پدافندی ایران از جمله اس-۳۰۰ عمدتاً در دیگر نقاط کشور و نزدیک مرزها و مراکز حساس‌تر مستقر هستند» و به همین دلیل حمله هوایی به آن «تقریباً غیرممکن» است.
این گزارش می‌گوید: که مهم‌ترین مشکل سایت نطنز این است که «امکان دفاع از آن در شرایط تهدید، سخت» است و «مشکلات پدافندی» دارد و حکومت ایران به همین دلیل سایت فردو را «در منطقه‌ای کوهستانی و عمق زمین ساخت که آسیب‌پذیری آن را در برابر حملات هوایی کاهش داده است». گزارش این رسانه‌ها در عین حال تأکید کرده که «تشابه زیادی بین حادثه نطنز و کشته شدن قاسم سلیمانی قابل مشاهده است». در این گزارش از «ترکیب اطلاعات و پشتیبانی به همراه اقدام و حجم تخریب» به عنوان این تشابهات یاد شده و آمده است: بر اساس این مولفه‌ها «احتمال عمدی بودن» حادثه نطنز تقویت شده است.
وب‌سایت نور نیوز همچنین در گزارش دیگری گزارش خبرگزاری رویترز دربارهٔ سایبری بودن این حمله را «جعلی» خوانده است.

### جزئیات ساختمان منفجر شده
بر اساس گزارش رسانه‌های داخلی ایران، ساخت این سوله از سال ۹۲ شروع شد اما بعد از توافق هسته‌ای متوقف شد و در تیرماه سال ۹۷ به بهره‌برداری رسید. بهروز کمالوندی، سخنگوی سازمان انرژی اتمی ایران، گفته بود که این سوله در دست ساخت بوده است. این رسانه‌ها افزودند: «این سالن برای مونتاژ سانتریفوژهای پیشرفته IR-2m ,IR-4 ،IR-6 ایجاد شد و به‌دلیل کوتاهی سقف، سوله دیگری برای سانتریفوژهای قدبلندتر ایران راه‌اندازی شد». در بخش دیگری از این گزارش آمده که «قرار بود در این سوله یک سالن برای مونتاژ ۶۰ سانتریفوژ نصب شود» و «مهم‌ترین آزمایشی که در این سالن انجام می‌شد، تست سرعت بود که با ابزارهای مدرن امکان‌پذیر است».
در گزارش رسانه‌های ایران آمده است: مهاجمان ساعت ۲ بامداد پنج‌شنبه را احتمالاً به دلیل «کاهش تمهیدات امنیتی در روزهای تعطیل» انتخاب کرده بودند و علت انتخاب این محل این بوده است که «تلفات جانی نداشته باشد و از سوی دیگر، حمله به بخش‌های غنی‌سازی اورانیوم که در زیر زمین قرار دارد، به‌دلیل وجود مواد رادیواکتیو، عواقب بین‌المللی وسیعی دارد؛ درحالی‌که سوله مونتاژ در سطح زمین واقع شده است و مواد هسته‌ای هم در آن قرار ندارد».

## واکنش‌ها
- دوشنبه ۱۶ تیر ۱۳۹۹، آویگدور لیبرمن وزیر دفاع پیشین اسرائیل تلویحاً گفت «منبع اطلاعاتی از خاورمیانه» که روزنامه نیویورک تایمز دو بار در روزهای گذشته با استناد به او، اسرائیل را عامل انفجار در سایت هسته‌ای نطنز در ایران معرفی کرده، ارشدترین مقام اطلاعاتی اسرائیل است. در این میان، به گزارش رسانه‌های اسرائیل، آویگدور لیبرمن در اشاره تلویحی به این که رئیس موساد خود عامل درز دادن گزارش در خصوص مسئولیت اسرائیل در انفجار نطنز است، گفت «من انتظار دارم که نخست‌وزیر دهان او را ببندد؛ مخصوصاً از زمانی که او (یوسی کوهن) کارزار خود را در حزب لیکود آغاز کرده» و درز دادن این خبر «بخشی از رقابت‌های سیاسی درون حزبی برای رهبری حزب بوده است». به نوشته تایمز اسرائیل، اشاره آویگدور لیبرمن ظاهراً به یوسی کوهن، رئیس موساد، سازمان جاسوسی اسرائیل است.[۲۶][۴۳] او در گفتگو با رادیوی ارتش کشور اسرائیل، بدون بردن نام یوسی کوهن، گفت تمام مقامات جامعه اطلاعاتی اسرائیل به خوبی آگاه هستند که فردی که منبع اطلاعاتی اخیر بوده، کیست و تنها بنیامین نتانیاهو می‌تواند «دهان او را ببندد».[۲۶]
- یکشنبه ۲۲ تیر ۱۳۹۹ُ، جک کین، ژنرال بازنشسته و تحلیلگر مسائل راهبردی نظامی، در مصاحبه با فاکس‌نیوز، این انفجارها را نه حادثه، بلکه «برنامه‌ریزی‌شده و سازمان‌یافته» ارزیابی کرد. او ضمن ابراز تردید در ادعای مقام‌های ایرانی مبنی بر حادثه بودن این انفجارها و آتش‌سوزی‌ها، گفت فقط اسرائیل و آمریکا این توانایی را دارند تا با ایجاد انفجار در سایت‌های نظامی حساس و امنیتی ایران، در برنامه اتمی و موشکی این کشور اختلال ایجاد کنند و دستیابی‌اش به سلاح هسته‌ای را به تعویق بیندازند. به عقیده کین، اسرائیل با کمک اطلاعاتی آمریکا و منابع نفوذی در داخل ایران دست به این فعالیت‌های مخفیانه هدفمند زده است. او در ادامه، به حمله سایبری ویروس استاکس‌نت، ترور دانشمندان هسته‌ای و نفوذ اسرائیل به محلی محرمانه و امنیتی در تهران اشاره کرد؛ ژنرال کین این راهبرد اسرائیل را در مقایسه با حمله هوایی به سایت‌های هسته‌ای و موشکی ایران بسیار هوشمندانه توصیف کرد زیرا امکان انکار را برای هر دو طرف فراهم می‌کند. در عین این که اسرائیلی‌ها می‌توانند هرگونه دخالت در این عملیات‌های خرابکارانه را تکذیب کنند، طرف ایرانی نیز می‌تواند با انکار ماهیت خرابکارانه و دخالت خارجی در بروز این سوانح، از واکنش شدید و مستقیمی که به افزایش تنش‌ها و جنگ احتمالی منجر شود بپرهیزد.[۴۴]
- جواد کریمی قدوسی، نماینده مجلس و عضو کمیسیون امنیت ملی و سیاست خارجی مجلس، در روز سه شنبه ۱۷ تیر ۱۳۹۹، بار دیگر ضمن متهم کردن بازرسان آژانس به «جاسوسی» و «نفوذ»، انفجار در تاسیسات نطنز را ناشی از «اطلاعات جمع‌آوری شده آنان» دانست و برای چندمین بار از ادامه عضویت جمهوری اسلامی در پروتکل الحاقی انتقاد کرد. او گفت: بازرسان آژانس، در قالب پروتکل الحاقی، شش بار از نقطه‌ای که در سایت هسته‌ای نطنز خرابکاری صورت گرفت بازدید کرده بودند. وی با ادعای اینکه «خرابکاری در نطنز» می‌تواند ناشی از «نفوذ» بازرسان و «جمع‌آوری اطلاعات» به نفع اسرائیل باشد گفت: «معتقدیم بخشی از خرابکاری به دلیل حضور مستمر بازرسان آژانس در این منطقه بوده است». او همچنین مدعی شد: «رخداد نطنز پروتکل الحاقی را زیر سؤال می‌برد». او این اظهارات را پیش از نشست کمیسیون امنیت ملی با حضور وزیر اطلاعات و دیگر مقام‌های ارشد پدافند هوایی ارتش و نیروی انتظامی مطرح کرد.[۴۵][۴۶]
- محمدباقر قالیباف، در اظهاراتی آژانس انرژی اتمی را به «جاسوسی» و «زیاده‌خواهی» متهم کرد و گفت «جمهوری اسلامی اجازه نخواهد داد که آژانس، حلقه اطلاعاتی و جاسوسی کشورهای متخاصم را تکمیل کند» و «اجازه نخواهند داد که آژانس دستش باز باشد و هر کاری که می‌خواهد انجام دهد».[۴۷][۴۸][۴۹]
- پنجشنبه ۲ مرداد ۱۳۹۹، بنیامین نتانیاهو، نخست‌وزیر اسرائیل، در یک کنفرانس خبری در اورشلیم، گفت کشورش در روزهای جاری نیز به برخورد با ایران ادامه داده که جزئیات آن بهتر است ناگفته بماند.[۵۰]